# Молдова-Ноуэ
Молдо́ва-Но́уэ (рум. Moldova Nouă, венг. Újmoldova, чеш. Nová Moldava, серб. Nova Moldava, Boșniak, нем. Neumoldowa) — город на юго-западе Румынии, в жудеце Караш-Северин, в исторической области Банат. Город расположен на берегу Дуная, на границе с Сербией. По данным переписи 2002 года население города составляет 13 917 человек.

## История
В окрестностях Молдова-Ноуэ существовало поселение даков под названием Мудава, возле которого археологи обнаружили римский каструм. Первые письменные упоминания о городе датируются 1600 годом. В XVII веке, в ходе борьбы румынских бояр с Османской империей за сохранение автономии, город был разрушен турками. Когда Банат входил в состав Австро-Венгрии, местность вокруг современного города стала заселяться немецкими колонистами. В основном выходцами из Штирии и Тироля, позже получившие известность как банатские швабы. Они были направлены сюда для работ в медных шахтах, с целью улучшения горнодобывающей отрасли, которая была известна в регионе ещё со времён Римской империи. В 1824-1828гг в окрестностях Молдова-Ноуэ чешскими лесорубами, выходцами из Богемии, были образованы шесть деревень. Наиболее известная — Святая Елена (рум. Sfânta Elena), расположена в 10 км от Молдова-Ноуэ. Этим обусловлено присутствие чешского этнического меньшинства в современной популяции города и окрестных деревень. В XX веке рядом с городом на берегу Дуная был построен крупный порт, имеющий важное значение в экономическом плане. В середине 2000-х горнодобывающие шахты практически полностью прекратили свою деятельность по причине негативного влияния на окружающую среду и ухудшения экологической ситуации региона. С закрытием шахт в городе наблюдается экономический спад и отток местных жителей в другие регионы страны.

## Население
По данным переписи 2011 года, 81.2% жителей — румыны, 12.8% — сербы, 3.2% — цыгане, 1.3% — венгры и 0.8% — чехи.
88.4% населения — являются приверженцами Румынской православной церкви, 4.5% — баптисты , 4.0% — приверженцы Римско-католической церкви, 2.0% — пятидесятники.

## Известные люди
Родились:
- Михайцэ Плешан (род. 1983) — румынский футболист.
- Ясмин Латовлевич (род. 1986) — румынский футболист.
- Клара Вэдиняну[англ.] (род. 1986) — румынская гандболистка.
- Анка Поп (1984—2018) — румыно-канадская певица, автор песен, композитор, гитаристка, мандолинистка, музыкальный продюсер и актриса.

Персоналии:
- Миодраг Белодедич — румынский футболист, свои первые шаги в футболе сделал в местном клубе «Минерул» (рум. Minerul).